# Wildlifefotografie

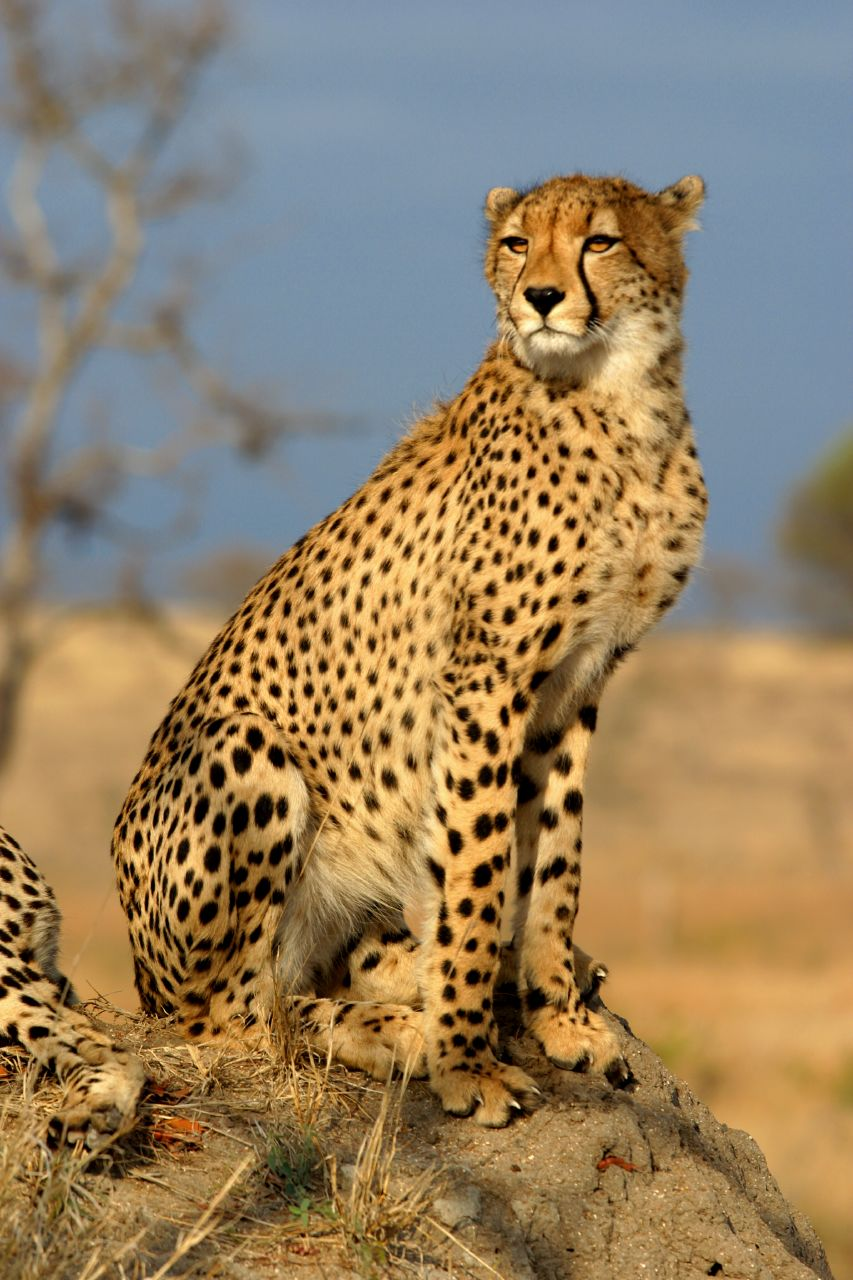
Cheetah

Wildlifefotografie is het vastleggen van de fauna in een bepaald gebied met behulp van een fotocamera. De opnames worden gemaakt tijdens natuurlijke handelingen als vluchten, jagen, paargedrag of foerageren. Wildlifefotografie is een onderdeel van natuurfotografie.

## Vorm en uitvoering
Wildlifefotografie wordt gezien als een van de moeilijker vormen van fotografie. Dit omdat er niet enkel kennis benodigd is van de techniek om een dier onder bepaalde omstandigheden op natuurlijke wijze vast te leggen maar ook omdat er kennis moet zijn van de biotoop waarin het dier voorkomt. Er is inzicht in de verschillende vecht- en vluchtreacties benodigd om te kunnen inschatten wanneer een dier bij benadering door een mens aanvalt of juist vlucht zodat het niet verstoord wordt. Een wildlifefotograaf werkt dan ook meestal van voldoende afstand om met behulp van technische middelen als een telelens toch het natuurlijk gedrag te kunnen vastleggen. Ook wordt er gebruikgemaakt van camouflagehutten of schuilplaatsen.

## Ethische kwesties
Punten van discussie zijn bij dit onderwerp het nastreven van natuurgetrouwheid zonder manipulatie van de dieren om gewenste reacties op te wekken, het verstoren van de biotoop en eventuele schade aan flora of fauna.